# Рассел Бенкс
Рассел Бенкс (англ. Russell Banks; 28 березня 1940, Ньютон, Массачусетс — 7 січня 2023, Саратога-Спрінгс, Нью-Йорк) — американський письменник та поет.

## Творчість
Як новеліст, Бенкс найбільш відомий завдяки його «докладним звітам про внутрішню ворожнечу і щоденну боротьбу звичайних, часто маргінальних персонажів». Найчастіше його оповіді базуються на його дитячих спогадах та переживаннях, й часто відображають «моральну тематику та особисті стосунки».
Бенкс є членом Міжнародного Парламенту Письменників та Американської академії мистецтва та письменництва.

### Твори
романи
- Family Life (1975)
- Hamilton Stark (1978)
- The Book of Jamaica (1980)
- The Relation of My Imprisonment (1983)
- Continental Drift (1985)
- Affliction (1989)
- The Sweet Hereafter (1991)
- Rule of the Bone (1995)
- Cloudsplitter (1998)
- The Darling (2004)
- The Reserve (2008)
- Lost Memory of Skin (2011)

збірки коротких оповідань
- Searching for Survivors (1975)
- The New World (1978)
- Trailerpark (1981)
- Success Stories (1986)
- The Angel on the Roof (2000)
- A Permanent Member of the Family (2013)

збірки поезій
- Waiting To Freeze (1969)
- Snow (1974)

нехудожня література
- Invisible Stranger (1998)
- Dreaming Up America (2008)

## Відзнаки
- 1985 John Dos Passos Prize
- 1996 Член Американської академії мистецтв і наук
- 2012 Carnegie Medal for Excellence in Fiction, шортлист, за «Lost Memory of Skin»[9]